# Bomba lotnicza

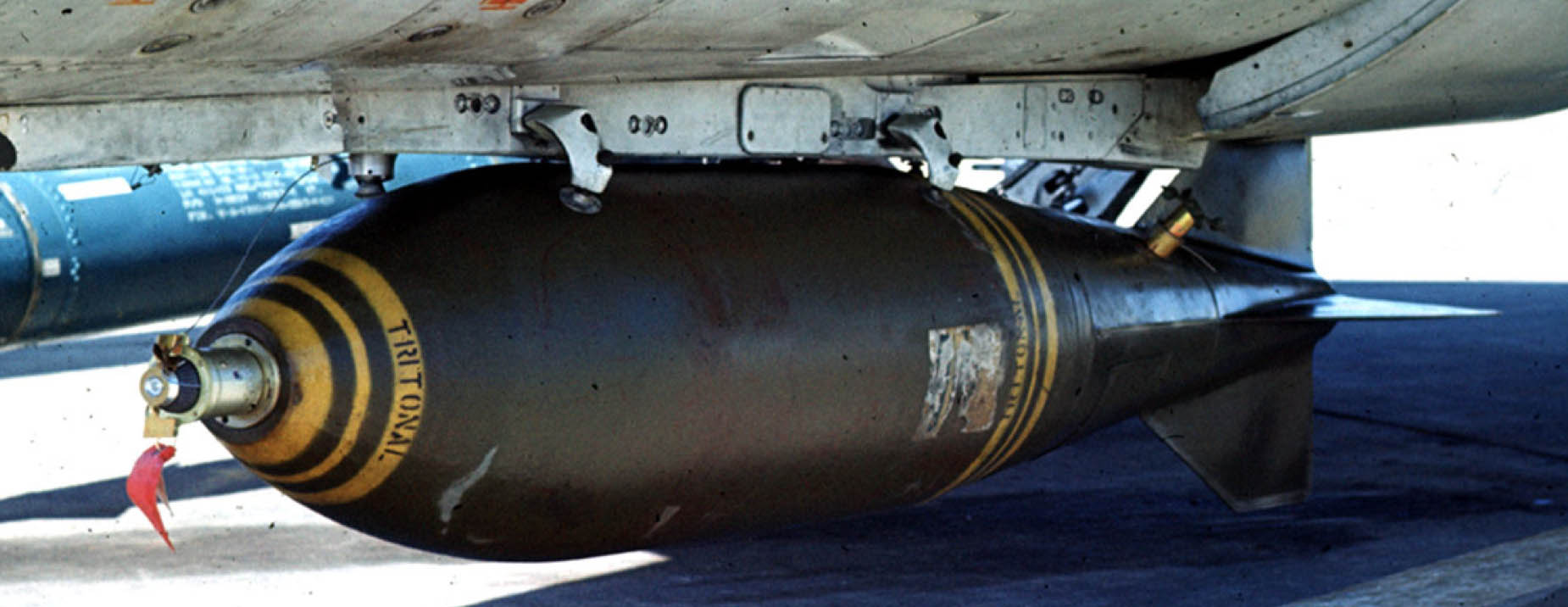
Bomba Mark 117 o masie 343 kg pod samolotem (USA)

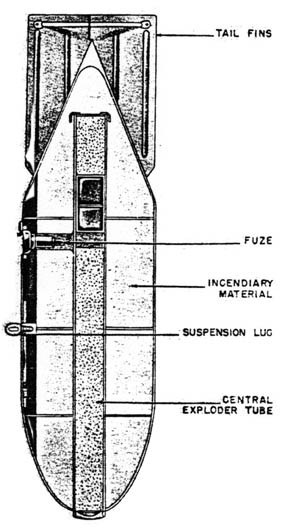
Przekrój bomby zapalającej

Bomba lotnicza – rodzaj wybuchowej broni (bomby) zrzucanej z samolotu lub innego statku powietrznego, przeznaczonej do niszczenia celów naziemnych, nawodnych lub podwodnych.
Podstawowym rodzajem bomb lotniczych, powstałym jako pierwszy, są bomby burzące, których przeznaczeniem jest niszczenie celu energią samego wybuchu bomby. Podstawowymi częściami bomby burzącej są: metalowa skorupa bomby, znajdujący się w niej materiał wybuchowy i zapalnik powodujący wybuch. Skorupa ma wydłużony opływowy kształt, zwykle w formie cygara, gruszki lub opływowo zakończonego walca. Do tylnej części skorupy przymocowane są stateczniki, stabilizujące bombę w locie pionowym. Inne rodzaje bomb lotniczych mają zbliżoną konstrukcję.

## Podział
W zależności od przeznaczenia i konstrukcji bomby konwencjonalne dzielą się na:
- bomby burzące – niszczące cel energią wybuchu materiału wybuchowego, znajdującego się zwykle w cienkiej skorupie. Masa ich materiału wybuchowego jest zwykle znacznie większa od masy skorupy. Stosowane są głównie do niszczenia celów punktowych, zabudowy, urządzeń przemysłowych, węzłów kolejowych.
- bomby odłamkowe – podstawowym zadaniem jest rażenie siły żywej lub nieopancerzonych celów (pojazdów, samolotów na ziemi) za pomocą odłamków powstających przy wybuchu. Mają grubą skorupę, tworzącą odłamki po rozerwaniu lub cienką skorupę wypełnioną elementem tworzącym odłamki, np. kulkami metalowymi. Masa ich skorupy może znacznie przewyższać masę materiału wybuchowego.
- bomby odłamkowo-burzące – bomby rażące cel energią wybuchu i odłamkami, łączące cechy bomb burzących i odłamkowych (większy ładunek bojowy niż bomby odłamkowe i gruba skorupa).
- bomby zapalające – służące do wywoływania pożarów, wypełnione środkami zapalającymi (głównie białym fosforem lub odmianami napalmu).
- bomby przeciwbetonowe – bomby burzące o specjalnie wzmocnionej skorupie, służącej do przebicia zewnętrznej warstwy celu wykonanej np. z betonu i wybuchu poniżej niej. Czasami mają dodatkowy przyspieszacz rakietowy, w celu głębszego wbicia się w grunt. Służą głównie do niszczenia umocnień lub pasów startowych lotnisk; podobne bomby przeciwpancerne służyły do zwalczania opancerzonych okrętów.
- bomby przeciwpancerne – służące do zwalczania pojazdów pancernych, wyposażone w głowicę kumulacyjną (zwykle są małego wagomiaru, wyrzucane z bomb kasetowych lub kaset bombowych).
- bomby kasetowe – bomby przenoszące kilka do kilkudziesięciu mniejszych bomb przeciwpancernych lub odłamkowych (nazywanych także subamunicją), rozrzucanych nad celem.
- bomby paliwowo-powietrzne – bomby działające na zasadzie wybuchu rozpylonego aerozolu paliwowego, niszczące siłę żywą na dużej powierzchni.
- lotnicze bomby głębinowe – służące do zwalczania zanurzonych okrętów podwodnych.

W zależności od toru lotu:
- bomby wolno spadające (zwykłe),
- bomby szybujące – różne rodzaje bomb wyposażone w płaty nośne, zrzucane w niewielkiej odległości od celu i dolatujące tam lotem ślizgowym,
- bomby kierowane – różne rodzaje bomb, których trajektoria lotu jest korygowana, zdalnie lub autonomicznie (samonaprowadzanie),
- bomby hamowane – różne rodzaje bomb, których lot jest hamowany za pomocą spadochronu, zwykle zrzucane z małej wysokości.

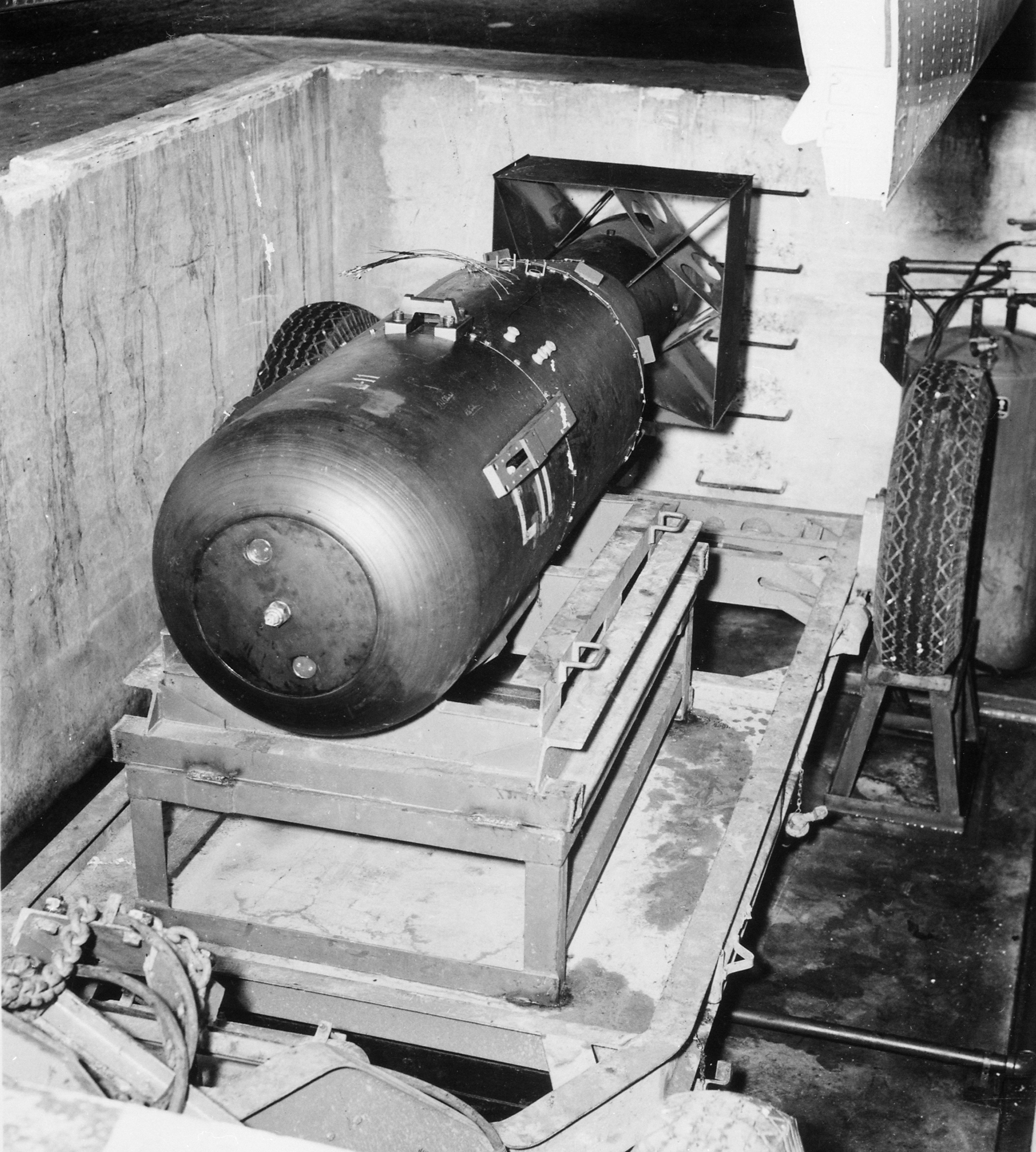
Bomba atomowa Little Boy zrzucona na Hiroszimę

Bomby lotnicze zaliczające się do broni masowego rażenia to:
- bomby atomowe (jądrowe),
- bomby wodorowe (termojądrowe),
- bomby chemiczne – zawierające ładunek bojowy broni chemicznej,
- bomby biologiczne – zawierające ładunek bojowy broni biologicznej.

Oprócz bomb bojowych, używane są także bomby specjalne:
- bomby szkolne – służące do nauki bombardowania, zwykle pozbawione ładunku bojowego,
- bomby oświetlające – oświetlające pole walki lub fotografowany obiekt, zwykle opadające na spadochronie,
- bomby agitacyjne – służące do przenoszenia ulotek.

## Historia i rozwój
Próby zrzucania pocisków z samolotu zaczęto prowadzić wkrótce po wynalezieniu samolotu. Początkowo używano do tego celu granatów ręcznych i pocisków artyleryjskich wyposażonych w stabilizatory. Po raz pierwszy bomb z samolotu Taube użyli bojowo Włosi 1 listopada 1911 roku podczas działań bojowych przeciw Turkom w Trypolitanii – były to 2-kilogramowe kuliste bomby Cipelli z zapalnikiem wstrząsowym. W 1913 roku pojawiły się bomby z zapalnikiem uderzeniowym, eksplodujące na skutek uderzenia zapalnika o grunt. Podczas I wojny światowej bomby stosowano już masowo i od tej pory konstrukcja klasycznych bomb burzących zmieniła się jedynie w niewielkim stopniu. Obok bomb burzących pojawiły się też bomby odłamkowe i zapalające. Oprócz samolotów zrzucano je ze sterowców.

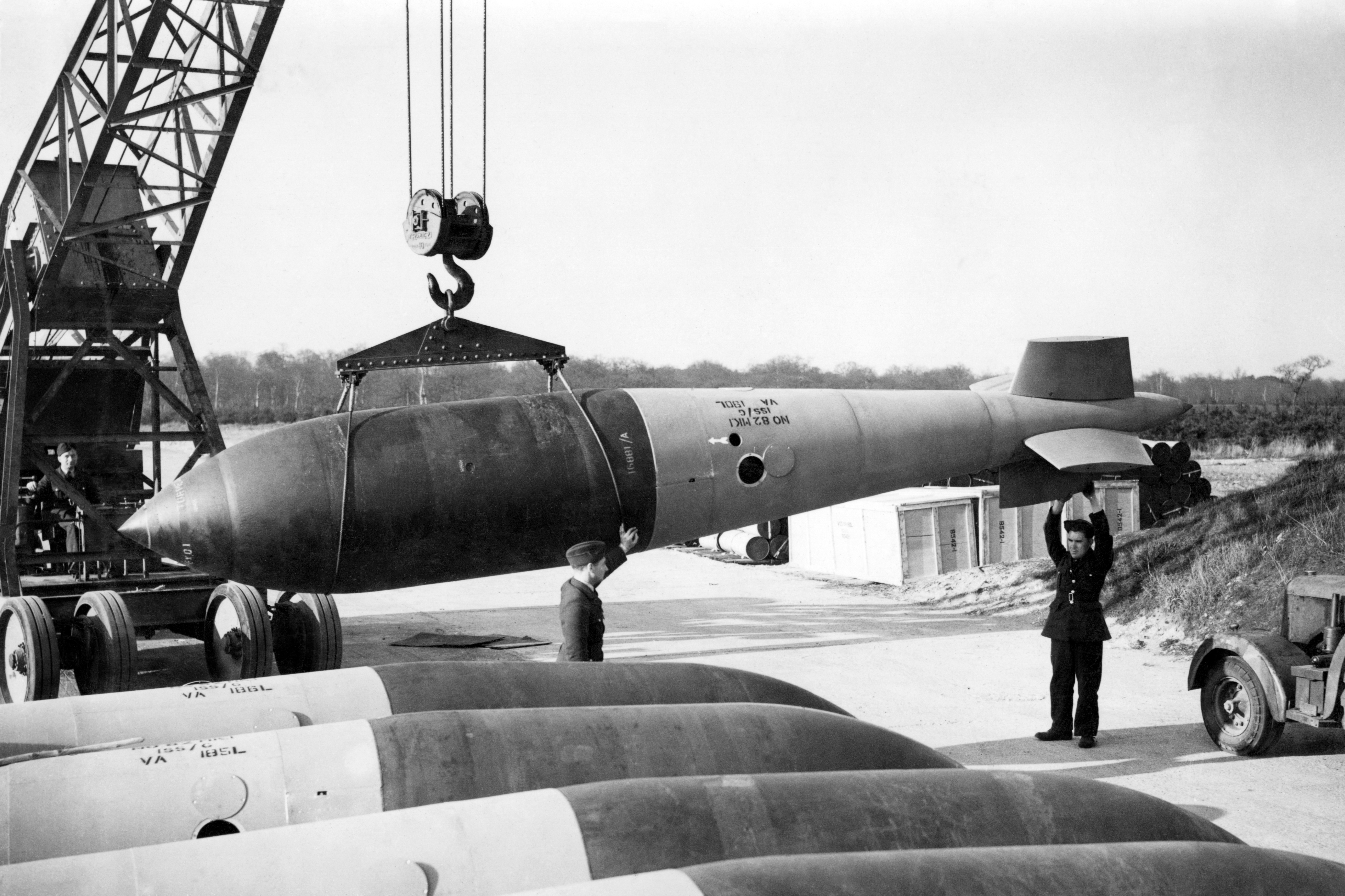
Najcięższa bomba II wojny światowej – Grand Slam (9,8 t)

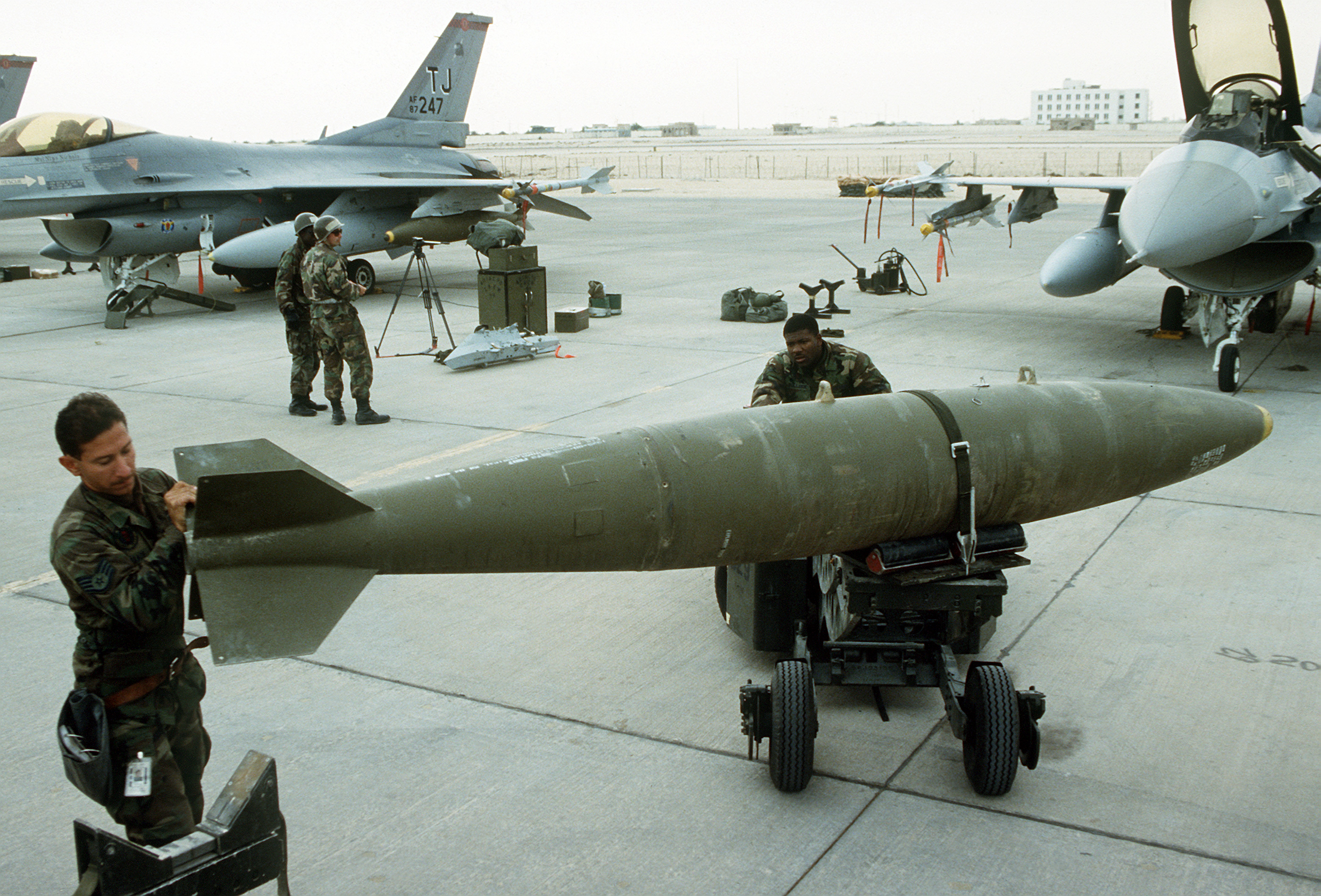
Bomba Mark 84 o masie 908 kg na wózku transportowym (USA)

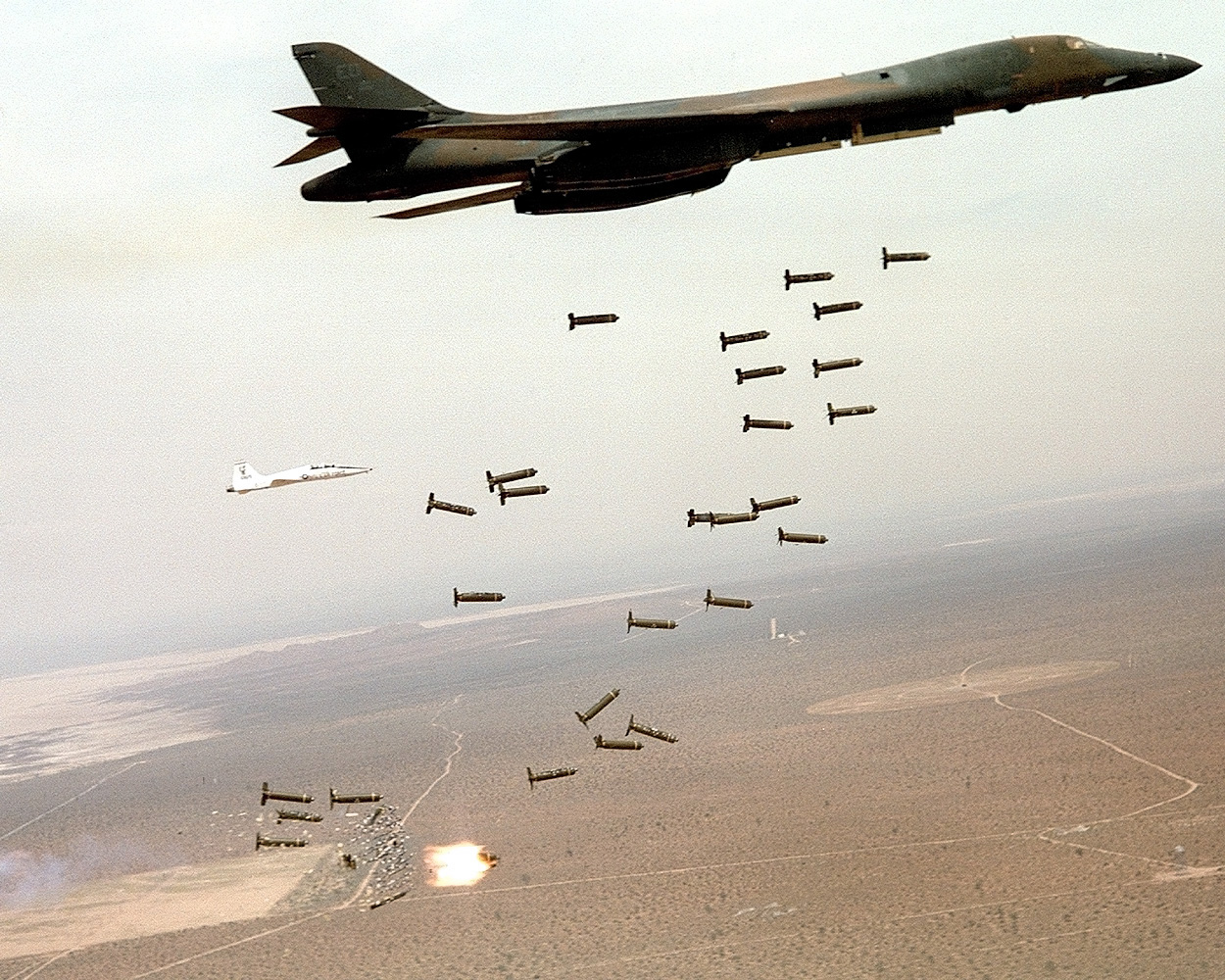
Amerykański bombowiec Rockwell B-1 zrzuca bomby kasetowe

Podstawowym parametrem określającym wielkość bomb była ich masa, przy czym w przypadku bomb burzących, większość jej stanowił materiał wybuchowy. W okresie I wojny światowej stosowano początkowo bomby o masie kilku – kilkudziesięciu kilogramów, później – do 200-300 kg. Ciężkie bombowce mogły przenosić bomby o masie do 1000 kg. Najcięższą bombą I wojny była brytyjska bomba 1690 kg z końca wojny (dla samolotu Handley Page V/1500).
Podczas II wojny światowej najczęstszym wagomiarem bomb było nadal 100-250 kg. Ciężkie bombowce oraz część średnich bombowców, a nawet lekkich bombowców i myśliwców mogły zabierać bomby o masie 450 do 1000 kg. Typowymi wagomiarami bomb w większości krajów były 50, 100, 250, 500 i 1000 kg, a w krajach anglosaskich 114, 227, 454 i 908 kg (odpowiednio 250, 500, 1000 i 2000 funtów). Rzadziej stosowano bomby o masie 1800-2000 kg, przenoszone jedynie przez ciężkie bombowce. Najcięższymi bombami II wojny, opracowanymi dla specjalnych wersji brytyjskiego bombowca Avro Lancaster, były bomby Tallboy o masie 5440 kg i Grand Slam o masie 9988 kg. Pod koniec wojny pojawiły się lotnicze bomby atomowe, zrzucone po raz pierwszy na Japonię w 1945 roku.
W drugiej połowie II wojny światowej Niemcy, a następnie Amerykanie, zastosowali po raz pierwszy bomby kierowane – których lot można było zdalnie korygować za pomocą aparatury naprowadzania. Bomby tego typu uległy intensywnemu rozwojowi w okresie powojennym. Obecnie stosowane są bomby samonaprowadzające się na cel podświetlony celownikiem laserowym oraz bomby naprowadzane według wskazań systemu GPS.
Po II wojnie pojawiły się też nowe rodzaje bomb: bomby kasetowe, bomby przeciwbetonowe z dodatkowym przyspieszaczem rakietowym oraz bomby paliwowo-powietrzne. Intensywnemu rozwojowi uległy zwłaszcza bomby zapalające, zawierające substancje zapalające typu napalm, oraz bomby przeciwbetonowe.